# Krzysztof Stanisławski
Krzysztof Stanisławski (ur. 19 września 1956 w Warszawie) – polski kulturoznawca, krytyk sztuki i kurator wystaw. W latach 1995–1999 dyrektor Państwowej Galerii Sztuki w Sopocie, w latach 2020–2024 dyrektor Centrum Sztuki Współczesnej „Znaki Czasu” w Toruniu.

## Życiorys
Ukończył Kulturoznawstwo na Uniwersytecie Warszawskim, jest krytykiem sztuki i filmu oraz niezależnym kuratorem wystaw i przeglądów filmowych, redaktor „Sztuki”, „Projektu” i „Art & Business”. Autor ponad 30 autorskich książek o sztuce i filmie, w tym Współczesna sztuka Litwy – Od nowa (Bydgoszcz 2009), Współczesna sztuka białoruska – Od nowa (Warszawa 2012), Once Upon a Time. Art of Polish Animation (Warszawa 2016). Od 1987 zorganizował ponad 100 wystaw sztuki współczesnej w kraju i za granicą: w Europie, USA, Afryce i Azji. Jest autorem ponad 1500 tekstów publikowanych w prasie polskiej i zagranicznej, jurorem międzynarodowych konkursów, kierował Galerią Notoro w Warszawie i Państwową Galerią Sztuki w Sopocie, pracował także w Centrum Sztuki Współczesnej Zamek Ujazdowski w Warszawie. W 2020 otrzymał od ministra kultury, dziedzictwa narodowego i sportu prof. Piotra Glińskiego nominację na 4-letnią kadencję dyrektora Centrum Sztuki Współczesnej „Znaki Czasu” w Toruniu.